# アインハンダー
『アインハンダー』（EINHÄNDER）は1997年11月20日にスクウェア（現：スクウェア・エニックス）より発売された横スクロールシューティングゲーム。
開発は当時、存在したスクウェア大阪開発部が担当。
キャッチコピーは「撃って、奪って、ぶち壊せ」。

## 概要
『ファイナルファンタジー』などのロールプレイングゲームで知られるスクウェア製であり、同社の数少ないシューティングゲーム（強制横スクロール型）である。
作品名の『アインハンダー』はドイツ語で「一本腕」を意味し、その名は機体の腹部に設けられた一本のマニピュレータに由来している。本作の日本版パッケージも、一本腕を指し示すような「レントゲンで投影された手」となっている。また、一部の機体や組織の名称はギリシャ神話や聖書に出てくるものから名前がとられている。
本作の最大の特徴は、自機に搭載された1本の腕である。「ガンポッドマウント」と名づけられたこの腕は、敵が装備する追加兵装「ガンポッド」を奪い取って自分の武器にできる。ガンポッドは十数種存在し、所持できる種類(機種によって最大3種、最低1種のみ)や1種ごとの弾数制限があるため、戦局に合わせて交換したり、節約したり、所持しているガンポッドを取り続けて弾数を溜めたり、必要とあらば所持枠ごと交換･連続発射で使いきったりとリソース運用ゲームの要素もある。
ゲーム全体については、自機の当たり判定が大きく、初見では見切りにくい敵の攻撃が多いなどから難易度は高く、当時ライトユーザの多かった家庭用ゲーム市場にあっては評価が低かった。しかし、ガンポッド運用による戦略性の高さ、演出の数々、人間臭い敵の挙動、作曲を担当した福井健一郎によるシーンにぴったりハマった音楽の魅力など、高い再評価を受けている。また、3D系横スクロールシューティングとしては珍しく、プレイ中に「横方向に傾けて奥行きを出す（ハーフサイドビュー）」という演出がある。
やり込み要素として、ゲームオーバー後に表示される過去のプレイとの統計比較、プレイに応じてイラストを閲覧できるようになるギャラリーモード、一定条件を満たすと使用可能となる隠し機体などがある。
開発担当はスクウェア大阪で、コナミ（現：コナミデジタルエンタテインメント）からの移籍スタッフ（同社の本社東京移転に反発して離れたメンバー）が中心になって制作された。また本作発表の数か月前にスクウェアから『ザウバー』というPlayStation用STGが発表され、ゲーム雑誌にスクリーンショットも掲載されていたが、こちらは本作と入れ替わるように発売中止となっている。
家庭用シューティングゲームとしては出荷数が多かったため、発売以来10年以上再発売されずとも比較的入手が容易であったものの、2008年6月25日にPSP及びPlayStation 3向けのダウンロード販売がされるまでは廉価版や移植版などの発売はなかった。PlayStation 3向けのダウンロード販売が開始された際、特別企画の「ゲームアーカイブス この一枚!」で『まいにちいっしょ』のクロが推薦タイトルとして紹介した。

## ストーリー（並びに前日談、及び月戦争へ至るまでの経緯）
2001年、世界では人口増加と資源の問題を解決すべく、宇宙開発の活性化を全世界に呼びかけるものとしてフロンティア2001共同宣言が特別サミットにて発表された。その後20年以上の歳月を経て、2022年に宇宙船新アポロ4号が月面着陸に成功する。
その後も月面開発は加速度的に進行し、月面帰還から今度は20年足らずの2041年には月面の南極にアルテミス基地を建造する。更にそれから4半世紀経った2066年、先に建造されていた月面都市において1号モジュールが完成すると地球から月への第一次入植が開始され、人類はアームストロングが月へ一歩を踏み出してから1世紀を待たず、地球外の場所での生活を開始した。
月面都市は順調に地球からの入植が進み、1世紀後の2169年には国連から「月自治区」としての行政承認を受けるまでとなった。3年後、月自治区は月に存在する地球のいち「自治区」から地球と肩を並べる「国家」としての独立を提案したが、宇宙における自らの権益が失われることを恐れた地球側の諸国から国連総会にて否決される。その結果、月の者たちと地球の諸国家との間で紛争が発生する。
初めはあくまで宇宙空間における月と地球という分かり易い小競り合いでしか無かったが、やがて地球側から月の独立を支援する国家が現れると戦場の舞台は瞬く間に地球へと移り、2184年、遂に3度目にして惑星と衛星の星間戦争という人類史上類を見ない大戦・第一次月戦争へと発展する。
互いに独立と権益を賭けた熾烈な争いは、地球の生存圏が僅か8％にまで減少する程に焦土と化すまで続いたが、最終的には両軍の疲弊により決着をみないまま終結した。そして戦後の2187年、月面都市は「セレーネ」を称して国家としての独立を宣言する。その4年後には地球側の残存国家諸都市がこれに対抗すべく連合して、人類の歴史上初の世界国家となる「ゾードム帝国」を建国した。これにより人類の枠組みは単純かつ明確に、またこれまでで最も大きな範囲で二極化し、両者は最悪の形で袂を分かつ。
2235年に入り、ゾードムはセレーネに対して経済封鎖を開始。特に生命が生存するために欠かせない要素である窒素の供給を絶つ事で、月側が音を上げるのを狙った。これによりセレーネは自国民への窒素供給の直接的手段を絶たれ、国家存亡の危機的な状況を迎える。だが、セレーネ上層部は国民の不満をこの問題から逸らすために、2240年に打開策として「聖地・地球の奪回と復興」をスローガンに掲げ、防衛軍内において主戦場を地球に想定した攻撃用軍隊「地球奪回軍」（リコンカスターズ）を創設、国民の機運を高めてゆく。
2242年2月、セレーネがゾードムに対して宣戦布告。ゾードムも月との決着をつけるべく軍備を整え始め、「第二次月戦争」として二度目の星間戦争が始まる。6月、奪回軍は地球侵攻作戦を開始し、衛星軌道上から編成した地上部隊を降下させ、本格的な戦争の火蓋を切った。
第一次月戦争以来からの旧式兵器に頼って編成されていたゾードム軍に対して、大戦後も高度な軍事技術を保持し続けて来たセレーネという大きな差があったのか、開戦当初の間はゾードム軍は奪回軍の敵ではなく、月側の大攻勢によってゾードムの諸都市は次々と陥落、僅か2か月で帝国13都市の内、9つまでを制圧するという快進撃を見せる。
だが、月の直径の4倍程もある地球上にて、降下させた勢力のみで攻勢を続けるには戦線が拡大し過ぎていた。奪回軍の勢いにも陰りが見え始めてきた10月頃、それまで劣勢であったとはいえ元々兵力と物量に決定的に優れるゾードム軍は全戦線にわたって同時反攻作戦を開始、奪回軍の補給線を各地で寸断するなど反撃に転ずる。
少ない戦力で決着を急ぎすぎたセレーネ側はこれ以降守勢に回り、圧倒的な戦力差を前にして逆に追い込まれた奪回軍は各地で惨敗を喫する。そして4か月後の2243年2月、遂に奪回軍の地上部隊は壊滅し、セレーネは地球からの撤退を余儀なくされる。
セレーネ上層部はこの状況に至り、9月には当初の短期決戦方針を破棄、現在の方針を転換し今後の戦略に大幅な変更を加える事を決定した。その前準備ともいえる時間稼ぎとして、新開発した戦術戦斗機によるゾードム軍拠点への奇襲降下作戦を目的とした「特別機動隊」と称される決死隊の編成を開始する。
12月、特別機動隊は初陣となった降下攻撃作戦において、ゾードム陸軍の一個機甲師団をたった3機で殲滅させるという衝撃的な戦果を挙げた。その後2年にわたって繰り返し実施された同様の奇襲作戦は、局地的にだが多大な戦果を上げていく。特に月から降下してくる腕を持った戦術戦斗機の降下部隊による、自殺行為としか思えない勇猛な戦斗機動はゾードム軍の将兵に多大な心理的動揺を与えた。いつしかそのコードネーム『アインハンダー』は、戦えば必ず殺される死神の代名詞とされ、特別機動隊は「アインハンダー隊」と俗称されるようになった。
2244年10月、作戦の次段階として月のセレーネ本国から奪回軍を指揮するため、無人指令衛星のヒュペリオンが進宙、地球静止軌道への移動後に本国から地上作戦の全権を委任される。
1年後の翌2245年11月に奪回軍は作戦の全容として、ゾードム帝国壊滅作戦「オペレーション・ジャッジメント」を発動させる。国力でゾードムに対してはるかに劣るセレーネが一体いかなる方法でかの国を「壊滅」させるのかという疑問もある中、作戦発動後の12月12日、奪回軍はオペレーション・ジャッジメントの陽動のために特別機動隊（アインハンダー隊）を再び編成、「帝都ゾードムの強行偵察」を初期作戦目標として3機の戦術偵察機をいつも通り地球に降下させた。
それが、アインハンダーによる最後の降下作戦となった。

## 用語

### 国家
セレーネ
月自治区の者たちが独立した国家。
英語を公用語としている。
ゾードム帝国
第一次月戦争で生き残った国家や都市が結成した国家。
ドイツ語を公用語としており、太陽そのものを神格化するゾンネ教を国教としている。

### 企業
マクミラン社
ガンポッドを製造・販売を行う軍需企業で、両軍を相手に商売をしている。

## 機体の種類
ゾードム軍との膠着した戦況を打破すべくセレーネ軍によって新たに開発された、大気圏内外での運用が可能な戦闘機。「アインハンダー」の名称はその姿を見たゾードム軍が付けたコードネームであり、セレーネ軍による正式名称はそれぞれ「エンディミオン」と「アストライアー」。大別して戦闘偵察攻撃機のFRS（Fighter/Reconnaissance/Strike）シリーズと戦闘対地攻撃機のFGA（Fighter/Ground Attack）シリーズに分けられる。
戦術戦闘機として強行偵察・対空戦闘・対地攻撃等の幅広い運用を目的としたのがFRS、そのFRSシリーズの対地・対空戦闘用途を更に攻撃的に特化させたのがFGAである。
いずれも地形との接触では破壊はされないが、離脱せずにそのまま地形に接触し続けると破壊される。

### 通常の機体
開始直後は以下の3機から使用可能である。ゲーム中では全機共青と黄の塗装と同じ外見で判別し難いが、設定画ではそれぞれの頭部装甲形状の若干の差異がみられる他、FRSマークIIは頭部カメラがツインアイ形式、マークIIIはこれがゴーグル形式である。またFGAマークIは、カメラはFRSマークIIと形状は異なるが同じくツインアイ形式。しかし塗装は黒と赤を基調としており、ゲーム中との印象は幾分異なる。
エンディミオンFRSマークII（Endymion FRS MK.II）
FRSシリーズの先行量産型である多機能戦闘機。FRSマーク1（Endymion FRS MK.I）の直系機種であり、戦闘機としての高速移動時における機体制御に可変式の反重力ユニットを初めて採用したことで、同世代の有人戦闘機としては類を見ないフレキシブルな運動性能を獲得した。ガンポッドを搭載できる種類が3種類と最も多く、侵攻しながらパイロット自身によって多機能戦術戦闘機として様々な運用が可能である。ゾードム軍のコードネームはEinhänder Typ2（テュープ・ツヴァイ）。
装備中のガンポッドに加え、予備のガンポッドを2つ、合計3つのガンポッドを携行可能だが、初期装弾数は7割ほどに減少する。
ガンポッド切り替えは煩雑だが、ゲームシステムに慣れていけば、戦況に応じて多彩な戦術を使える扱いやすい機体となる。
エンディミオンFRSマークIII（Endymion FRS MK.III）
戦争後期の2245年に開発・投入されたFRSシリーズの最新主力機種。パイロット不足に悩むセレーネ軍が、未熟なパイロットでも充分に扱えるように、他のFRS、FGAに比して操縦の簡略化を最優先として開発していた機体である。FCSをパイロット依存からコンピュータ制御に移行したことや、火力をガンポッドのみに頼らず固定武装の強化にも求め、コンセプト通り負担軽減には成功したが、その代償としてマークIIにあった多機能戦闘機としての戦術的多様性は後退した。
ゾードム軍のコードネームはEinhänder Typ4（テュープ・フィア）。
ガンポッド搭載は1種類のみである代わりに初期装備の機銃が強化されている。FRSマークIIや後述のアストライアーFGAマークI,IIでは機銃とガンポッドの使用に別個のボタンを押す必要があるが、本機体ではガンポッド使用ボタンを押した際に機銃も同時発射される（逆に機銃用ボタンを押した場合、ガンポッドは発射されない）。開発意図どおり、初心者プレイヤーに向く。
アストライアーFGAマークI（Astraea FGA MK.I）
FRSマークIIIの開発より前の2244年に試作的に開発・生産された特殊仕様型戦闘機。　機体上部にガンポッドマウントが1基新設され、ガンポッドを1度に2種同時に扱うことが可能となり攻撃機としての能力が向上。FRSマークIIとは違う形で様々な戦術を取ることが出来る。しかし、この機体のコンセプトはFRSマークIIIとは相反しており、性能を引き出すためにはパイロットの力量への依存が大きい。その為、熟練パイロット不足に陥っていたセレーネ軍では機体の効果的な運用が難しく、結局一部のエースパイロットへの支給に止まり生産は短期間で中止された。
ゾードム軍のコードネームはEinhänder Typ3（テュープ・ドライ）。
機体上下に2つのガンポッドを装着できる機体。戦況に応じて上下を使い分けたり、同時に発射することができる。
他の機種の追随を許さない高火力を出せるが、操作も難しい上級者向けの機体。

### 特殊機体
以下の2機はゲームを特定の条件に基づいてオールクリアすると使用可能となるほか、『チョコボの不思議なダンジョン』に付属する「不思議なデータディスク」内の本ゲーム用データを使うと使用可能となる（その場合、ユーザー名が「SQUARE」となる）。なお、これらの機体すべてには、スピード変更時のバックファイアにも攻撃判定を持つ一方、この2機に劇中ムービーは用意されておらず、本来ムービーが流れるシーンは省略される。
コックローチ（Unknown Fighter Type.I）
ゾードム治安警察の巡回車として帝都に配備されている機体「シャーベ」をセレーネ軍が鹵獲して偵察機として改造したものであり、1面に出現する敵と同じ外見をしている。
シャーベはドイツ語で、コックローチは英語で双方ともゴキブリの意。
ガンポッドの搭載は不可で、武装は正面方向への機銃弾と後述するサブショットのみ。
ガンポッドを取得すると通常のショットが強化され、最大20段階までパワーアップする。この時、5レベル毎にサブショットが強化される。丸い形のサブショットは直前に取得したガンポッドによって発射方向が変わり「ワスプ」「モスキート」を取得した後だと敵に向かいホーミングする。ミスをした場合、復活時にレベルが1にリセットされる。
腕の操作ボタンを押すと、機体上部の赤い回転灯を点灯・回転させる事が出来るが、見た目のほかに意味は無い。
バックファイアの攻撃判定は他機種同様に持つが、ガンポッドや腕で敵弾を受け止めることができず、総合的に火力も低いので苦戦を強いられる。
難易度にかかわらず各ステージに存在するシークレットボーナスを計15個以上取得してクリアすると手に入る機体であり、本作にて従来型のシューティング方式で遊びたいユーザ向けの特殊機体といえる。
アストライアーマークII（Unknown Fighter Type.II）
ガンポッドを2門同時に装備できるアストライアーの次世代型。機体色は真紅に塗られている。
アストライアーの性能を高めた極めて攻撃的な機体だが、次世代主力機を巡る開発競争において無人機「エーオース」（EOS UFG MK.IX）に敗れた事で量産には移されず、試験機一機のみが存在する。
基本性能はアストライアーマークIと同様で、ガンポッドを2種類同時に装備可能。唯一違う点は、どのガンポッドを取得しても初期弾数が9999発となる点。これにより、ガンポッドの弾数を気にせず爽快なプレイが出来る。
使用するには難易度HARDモード、コンティニュー3回以内で全ステージをクリアする必要がある。

## ガンポッド
ガンポッドは世界共通の兵装モジュールで、敵機は装備されたガンポッドの特性に応じた攻撃を仕掛けて来るし、自機の追加武装ともなる。敵の装備するガンポッドを破壊せず敵を撃破すると、ガンポッドを自機のマニピュレーターで奪うことが出来る。ガンポッドは、上下に持ち替えることが可能で、装備位置により性能の変化するガンポッドも存在する。エンディミオンマークIIは3種類、アストライアーは2種類のガンポッドを携行可能。
各ガンポッドにはそれぞれ決まった数の弾が込められており、撃ち尽くすとガンポッドは投棄される。投棄されたガンポッドに攻撃判定は無い。所持しているガンポッドと同じ種類のものを取得すれば、弾を追加することができる。また、ガンポッドにはそれぞれ定められた耐久力があり、敵機や敵弾、地形との接触で低下し、最終的には破壊される。新しいガンポッドを取得すると耐久力が最大まで回復する。
ガンポッドを選択していないときは、マニピュレーターを伸ばして攻撃することも出来る。このマニピュレーターは絶対に破壊されないため、盾の代わりとしても使える。さらに、敵を貫通するようになっているため、装甲を無視してコアを狙うこともできる。
一度取得したガンポッドは、次回の新規ゲームスタート時に初期武装として選択でき、復活時もそれを持ってのリスタートとなる。自機の火力はガンポッドに依存するため、場面に応た換装がゲームの要となっている。

### 通常のガンポッド
括弧内はゲーム内での名称。
弾数の括弧内の数値は使用機体がアストライアー、エンディミオンマークIIIの場合のもの。
バルカン（VULCAN） 30mm GATLING GUN　初期弾数/400（600）
コストが安く汎用性に富み、多くの機体に装備されている最も一般的な武装である。
直線的に弾を連射し、弾数の多さと連射性に優れるが威力は低い。
自機の前後移動にあわせて揺れ、それにより射角が変化する（アストライアーは固定）。上に装着すると上10度から下10度、下に装着すると正面から下45度まで射角が変化する。
カノン（CANNON） 120mm CANNON　初期弾数/30（45）
バルカンに次いで普及している武器。旧式武器であったが、自動で最適な弾種を装填する機能の開発により、有効な兵器として返り咲いた。
連射は利かないが弾速が速く高威力で、装甲の薄い標的は貫通する。弾数は少なめ。
上に装着すると正面から上45度間で射角が変化し、下に装着すると真正面に向けて固定される。
高い衝撃力を持ち、特定の中型機をノックバックさせて体勢を崩す効果がある。安定性を欠いた状態の敵機は攻撃を行えなくなるため、さらに畳み掛けたり、そのまま捨て置くといった一方的な展開を行える。
1発撃つごとにリロードの演出がありその間は発射できないが、自機がアストライアーかつ上部に装備した場合に限りこの演出を省略でき、画面上から弾が消えた直後に次弾を発射できる。この『画面上から消えた瞬間に次弾発射が可能』という仕様は、カノンを含むの幾つかのガンポッドに共通する特徴で、それらは敵機に接近し「零距離射撃」する事で連射が可能。
ワスプ（WASP） 127mm M/R LAUNCHER　初期弾数/50（75）
下部装着時は加速しつつ直線的に飛ぶロケットを発射し、上搭載時はロケットの弾頭部分のみを追尾ミサイルとして射出する両用ランチャー。
ミサイルは敵機を自動でホーミングするため使い勝手が良く、画面手前・奥の敵攻撃する手段としては唯一である。対して、ロケットは初速こそ遅いものの、飛翔距離が短いほどダメージが増え、近距離戦で威力を発揮する。
追尾ミサイルはすべての弾が同じ標的を追尾するため、特に敵の多い場面での使い辛さが目立つが、威力、弾数、追尾精度などは優秀で、総合的にはあらゆる局面で運用が可能な万能兵器。
カノンと同様、特定の敵機をノックバックさせる効果も持つ。ワスプ・ミサイルはその連射速度に加え、水平方向以外から着弾することが多いため、カノンよりも高いノックバック効果が期待できる。
スプレッダー（SPREADER） 105mm CANISTER　初期弾数/60（90）
高い機動力を持つ小型戦斗機を撃墜するため開発された、5発の弾を扇状に射出する散弾銃。
上に装着すれば後方に、下に装着すれば正面へ散弾を発射する。装弾数が多く、表記弾数1発で一度に5弾を発射するため持続制圧射撃に適す。
高速弾を同時発射し広範囲をカバーするが、リロードが遅く、弾も小さいという欠点があり、精密射撃を不得手とする。このガンポッドも「直前に撃った弾が画面内から全て消えた時点」で次弾の発射が可能になる特徴を持っており、距離を詰める意味は大きい。零距離射撃の連射は恐るべき威力を発揮する。
グレネード（GRENADE） 155mm GRENADE LAUNCHER　初期弾数/30（45）
大規模破壊を目的に開発された大口径てき弾。
直進後に放物線を描いてゆっくり落下する弾を発射。上に装着すると正面に、下に装着すると後方へ発射する。
弾体と着弾の爆風は小さいが、地味な見た目からは想像できない程の高威力で、命中箇所によっては装甲ごとコアを破壊する場合もある。
武器の特性上、小型機の撃墜や精密射撃には不向きだが、2発連続発射可能なこともあり大型目標への攻撃に威力を発揮する。
ヘッジホッグ（HEDGEHOG） FLARES DISPENSER　初期弾数/50（75）
もともとは防御兵器フレアランチャーだったものが転じ、攻撃兵器として再設計された。
真上ないし真下に炸裂弾を発射し、一定距離で爆発し暫く持続的なダメージ判定を持つ爆風が残る。搭載している敵機は少なく、入手機会が少ない。
敵の多く出現する地点にあらかじめ「置く」ことで持続的にダメージを与えられるため、厚い装甲を持つ敵や編隊飛行する小型機に有効。
開発経緯にもあるようにフレアランチャーをベースにしているが、爆発に敵の誘導兵器などに対する欺瞞能力は無い。
なお、爆発までの時間を利用し弾幕を形成することも可能。
ブレード（BLADE） 968tp LASER BLADE　初期弾数/400（600）
レーザーで形成された刃で敵に直接攻撃を行うガンポッド。接近にはリスクが伴うので無人機に搭載されることがほとんどで、アインハンダーのようなパイロットが乗る機体に搭載されることは稀である。
レーザー刃は、障害物や敵機の装甲を貫通し、継続して当て続けた際の威力は高い。射程はかなり短く、必然的に接近しなければならず運用には危険が伴う。
エンディミオンのみガンポッド上下切り替え時にアームを動かす関係で、後方に斬撃を浴びせる事が出来る。
発射開始から伸び切るまで少々時間が掛かり、また伸びきった後に撃ち止めると縮みきるまでにも少々時間が掛かる。この特性を利用し、伸びきった後にボタンを連打をすると弾数を若干節約できる。
十字キーを「↓↘→」と素早く入力することにより、一瞬だけレーザーブレードを3倍程度の長さに伸ばすことが出来る。
余談だが、tpとはこの世界におけるレーザー兵器の出力を示す単位である。
ライオット（RIOT） 2300mq ELECTRIC CANNON　初期弾数/80（120）
制御機器をショートさせるために開発された電撃兵器。
射程の短い雷を発射する。敵機の装甲を無視してコアに直接ダメージを与える特性があり、必殺の火力を持つ。
エンディミオンの場合は上下どちらとも斜めに向けられ、アストライアーでは上に装着すると正面に向かって撃つ。
ボタンをしばらく押して充電する事で、残弾の消費と引き換えに雷が長くなる（最大で7発分）。最大充電時は長いリーチと持続の長い攻撃判定を併せ持ち、発射直後に高速移動して「なぎ払う」用途にも使える。しかし一発あたりの威力は、充電量にかかわらず一定。
威力面では申し分のないガンポッドだが、連射速度が非常に遅いという欠点があり、運用には次弾発射までの空白時間のフォローが欠かせない。
余談だが、mqとはこの世界における電撃兵器の出力を示す単位である。

### 特殊ガンポッド
特殊ガンポッドはいわゆる隠し武器。特殊な条件を満たすことでのみ出現する。いずれも弾数が少なく、入手機会にも乏しいため補給しての継続使用は難しい。
ジュノー（JUNO）40mm GATLING CANNON　初期弾数/300（450）
3つの銃身から大口径弾を連射するガトリングカノン。重量と発射時の反動はガンポッドの規格外で、装備できる機体は限られている。
バルカンの上位版ともいうべきガンポッドで、高威力かつ命中判定の大きい弾丸をバルカン並みの連射速度で掃射する。
弱点は弾数。バルカンの半分の装弾数で道中の補給もほぼ利かないので、無計画に使うと早々に弾切れを起こす。
シューティングゲームとしては自機正面の火力が頼りない本作において、ジュノーは濃密な弾幕を正面に展開できる唯一のガンポッドであり、人気が高い。
出現位置は3箇所。
1. 1面中ボス「グライフ」の脚部を破壊して地下ルートを通ると、ボスの「ドラッヘ8号機（機体が青く、08のマーキングがある）」が低確率で使用するので破壊して奪う。
2. 4面中ボス手前の潜水艦「ポットヴァール」の本体を破壊し、上空に離脱する艦橋部を破壊すると出現。
3. 7面のシークレットボーナス取得で出現。赤いEOSを2機倒すと出現する、3体目の赤いEOSが所持している。

フラッシュ（FLASH）RAIL CANNON　初期弾数/30（45）
電磁誘導により弾体を射出する、いわゆるレールガン。コストが非常に高いため生産数は少数にとどまった。
驚異的な弾速を誇り、敵・地形問わず全て貫通し、最高クラスの火力を秘め、さらに連射力をも併せ持つ高性能ガンポッド。
その威力はあらゆる敵機を瞬時に殲滅する恐るべきもので、十数発を掃射すれば大型の標的も沈黙する。
装弾数は多くはないため連続使用するとあっさり撃ち尽くしてしまうが、使用目標を絞れば長持ちさせることも出来る。
上に装着すると正面に、下に装着するとバルカンと同じ射角に変化する。自機の移動に伴って弾道も移動する。
出現位置は2箇所。
1. 3面中ボス後の縦穴降下中、上から迫ってくる昇降機を破壊し、そこから落下する艦載機「フロー」を40機すべて破壊する。
2. 5面の中ボス「ゲシュテル」は両手/両足/頭/顎のいずれかを破壊すると転倒しコンテナを投げつけてくるが、4回目の転倒で投げつける赤いコンテナに入っている。

モスキート（MOSQUITO）GUIDED MISSILE　初期弾数/30（45）
レーザー誘導方式ミサイルのランチャー。
高威力の誘導ミサイルを発射する。いわゆる撃ち放し式誘導弾ではなく、射出後に十字キーで操作することができる、一風変わったミサイルである。弾は画面上に3発まで射出可能で、弾速は発射後から徐々に上昇していく。
ミサイルを動かすと自機も動いてしまうので扱いにくく、敵弾を避けつつ目標に命中させるには熟練を要する。しかし連射が効くうえに一発一発の火力は驚異的なので、誘導機能を活用しない零距離射撃で用いる方がより有効とも言える。
出現箇所は2箇所でいずれも4面（地下工場）。
一つは中ボス後の工場地帯突入直後、最下段後方のコンテナ。スプレッダー等の後方攻撃手段が必要。
もう一つは工場地帯終盤に出てくる斜面を移動する人型戦車「パルツィファル」を破壊すると低確率で出現。出現する確率はプレイ回数に応じて増え、初期の1/256から最大の1/6まで変動する。
パイソン（PYTHON）CHAIN BOMBSHELL　初期弾数/30（45）
大型戦車への効果的な攻撃を企図して製作された特殊兵器。
ワイヤーで数珠繋ぎに連結された5発の爆弾を射出し、敵を絡めて大ダメージを与える。
発射された5つの爆弾は空中を浮遊し、敵・地形に接触するか一定時間が経過すると連鎖して爆発する。
上に装着すると正面、下に装着すると斜め下に向ける。
発射中に自機を移動させると、爆弾が移動方向と逆方向に移動する。
グレネードに匹敵する威力を持つ爆弾を5発連続発射するため、運用方法によっては非常に強力。射出中にうまく自機を動かして敵に全弾命中するよう設置すれば、大型機も簡単に撃破できる。
出現箇所は1箇所のみ。5面（空港）前半のクレーン地帯手前、画面奥の大型トレーラー「スフィンクス」（ワスプの誘導ミサイルでしか攻撃できない）を破壊すると出現する。

## シークレットボーナス
シークレットボーナスは、各ステージに3個ずつ、全21個ある。
大抵の場合、赤くカラーリングされた特殊な敵を撃破することで得られ、特殊ガンポッドの取得条件になっている場合や、隠しルートへの突入条件になっている場合もある。
- 初回10,000点、2回目30,000点、3回目100,000点が加算（難易度フリーを除く）され、各ステージにある3つのシークレットを全て入手すると難易度フリーのみステージセレクトでステージが選べるようになる。
- シークレット入手後にミスをし、シークレットのある場所の前まで戻された場合はそのシークレットを再度入手する必要がある。

## ステージ構成
地球侵攻作戦を指揮する無人指令衛星ヒュペリオンの指令により、様々な作戦を遂行する。
最初の内は上層部の真の目的が分からぬまま進行していくが、上層部の無謀な作戦目的が物語の終盤で明らかとなる。

### 1面
夜、地球で唯一残された都市である帝都ゾードムへ単身潜入。アインハンダーの強行偵察を阻止しようとするユーバーファルコマンド（Überfall-Kommando,ゾードム治安警察特殊機動隊）と戦闘を行う。
高射砲塔とサーチライトを背景に降下し、繁華街・旧市街地・アウトバーン（高速道路）と場面が次々切り替わる。雑多なネオンといった繁華街の多国籍風景には『ブレードランナー』の影響がうかがえる。街路で中ボスとの戦闘があり、中ボスの倒し方によって、繁華街へ進むか帝都の地下に沈む旧市街地を経由するかが変わる。アウトバーンから帝都の外に出、都市外周でボスと対決。
旧市街地には、前大戦時に撃ち込まれたが不発弾の状態となったICBMが突き刺さったままとなっており、治安警察による脱走者の処刑や「異教徒狩り」を逃れて地下に潜伏して済む者達の不安定な生活を象徴している。

### 2面
夜半過ぎ。指令衛星ヒュペリオンより、敵輸送列車を追尾しゾードム軍補給基地を探索せよとの指令が下る。ゾードム鉄道警備隊の護衛で荒野をゆくパンツァーシュヴェーベツーク（Panzer-Schwebezug,装甲滑空列車）を追跡、砂漠と山間の2つの場面を跨ぎ、列車に格納されていた中ボスと戦闘。さらに侵攻し、トンネル内にて列車を牽引していた先頭車両（ボス）と対決する。

### 3面
敵輸送列車の破壊に成功したものの、トンネルの出入り口が閉鎖され退路を遮断されてしまう。敵基地内への前進を余儀なくされたアインハンダーが見たものは、前大戦で使用された巨大ミサイルサイロ跡であった。基地内を警備するシュトゥッツプンクトガルニゾーン（Stützpunkt-Garnison,基地守備隊）と戦闘する。
サイロ同士を繋ぐ通路で中ボスと戦闘。さらにサイロを降下し、ミサイルサイロのエレベーターから投下されたボスと対決する。

### 4面
ヒュペリオンが敵軍のセキュリティコード解除に成功し、基地内の原子炉の位置が明らかになる。アインハンダーはこの原子炉破壊の任務を受諾し、原子炉目指して侵攻する。アインハンダーを察知したマリーネインファンテリーエ（Marine-Infanterie,ゾードム軍海兵隊）と交戦しながら前半はダムの地下試験プールを進んで往く。
途中、ダム最奥部の兵器試験場にて地下ドックで配備されている中ボスの潜水艦と対峙。後半はダムから離れ複雑に入り組んだ工場を襲撃する。工場内は狭いルートが幾つにも枝分かれしており、守備戦力も相当が配置されている。工場地帯を抜けると原子炉を発見、これを破壊し竪穴を通って一気に地上へと脱出する。
炎を吹き上げる空軍基地で、地下から追跡してきたボスと対決。

### 5面
夜明け。ヒュペリオンがゾードムの新造戦略宇宙艦が発進準備中であることを察知し、主力部隊が降下するまでゾードム軍を攪乱せよとの指令が下る。アインハンダーは、陽動としてルフトシュトゥッツプンクトガルニゾーン（Luftstützpunkt-Garnison,空軍基地守備隊）と攻防を繰り広げながら空軍基地内を進む。
基地中心部で中ボスと戦闘後、ステージ後半は朝焼けのマスドライバー区域に突入する。宇宙艦が今しも離陸しようとするのを阻止せんとマスドライバーへ向かうと、プレイヤーを迎撃するためボスが現れる。

### 6面
ヒュペリオンより、主力部隊の到着が間に合わないため単機にて宇宙艦「ガイアー」を撃墜せよと指令が下される。
打ち上げられた宇宙艦を追跡し、アインハンダーは成層圏へ向かう。宇宙艦ガイアーを撃墜するためには、2基の大気圏離脱用ロケットブースターを破壊する。しかしガイアーの護衛であるルフトヴァッフェ（Luftwaffe,ゾードム帝国空軍）や、ブースター周辺に設置された防御兵装、ガイアーの搭載機などがそれを阻む。
みごと2基のブースターを破壊すると、推進力を失ったガイアーは墜落してゆくが…。

### 7面
1か月後。潜伏していたアインハンダーは宇宙空間用ブースターが増設され、オペレーション・ジャッジメントの最終段階へ入ったセレーネ軍中枢「リコンカスターズ」に叛逆の狼煙を上げる。
舞台は無重力の宇宙空間。アインハンダーはヒュペリオンの投降勧告を無視し、立ちはだかる最新鋭無人戦斗機群を退け、一直線にヒュペリオンを目指す。主人公は、自分に非人道的な仕打ちをした無人指令衛星を破壊しこの戦争を終わらせるため、ヒュペリオンに最後の戦いを挑む。

## ボス
ボスは全7面の内、最終面（7面）を除く各一ステージに中ボスとステージボスの併せて2体ずつが出現。
パーツごとに耐久力が違い、ほとんどのパーツは破壊可能。武装パーツを破壊して攻撃を封じることもできる。部品を破壊する順番によって行動や後のステージ進行が変化するボスも存在する。
ボス戦では制限時間が設けられており、時間を過ぎるとボスが機能停止、退却するなどして強制的に戦闘終了になる。
ゾードム軍の兵器は全て、緑色に光る「コア」と呼ばれる部分が弱点となっている。ほとんどの場合コアは分厚い装甲に覆われており、装甲を破壊してからでないとコアにダメージを与えることができない。ただしライオットやフラッシュなど装甲を無視してコアに直接ダメージを与える兵器も存在する。
緑色の光は、操縦席や無人機の制御中枢など兵器の心臓部を守る、電子バリアが発する光である。

### 1面
グライフ（SPJ15 GREIF、独語で「グリフォン」の意）
ゾードム軍の機動装甲戦闘機を特殊機動隊用に改装した機体で、人型機の汎用性と戦闘機の機動力を併せ持つ。背部ウエポンベイに搭載されている155mmレールカノンを使った狙撃は強力で、帝都の市内を縦横無尽に動き回りながら敵を消滅させる姿から「街頭の狙撃手（スナイパー）」の異名を持つ。頭部には折り畳み式の通信補助用ブレード型アンテナを備えており、シャーベやフレーダーマオス等と通信しスムーズな連携を可能としている。
- 固定兵装
  - なし

- 追加武装
  - 120mm ショットカノン ×2丁
  - 88mm マシンカノン ×2丁
  - 155mm レールカノン ×1丁

通常は機体上部を折り畳んで下半身のラムジェット式エンジンで高速飛行し、戦闘時には半人型に変形して大型の反重力エンジンを用いて障害物の多い市街地でも自在な飛行をする。戦闘形態では両手のマニピュレーターを用いて、メインフレームのレールカノンを初めとしてショットカノンやマシンカノン等の様々な武器を行使する。また、これら銃器での狙撃以外にも本体による突進やレールカノンの砲身を用いた打撃等の肉弾攻撃も脅威。
なお、戦闘中グライフを撃破または撃退する方法は
1. 頭部のコアを破壊し撃破する
2. 装備する武器を全て使い果たさせるか、背部ウェポンベイを破壊し撤退させる
3. 下半身のエンジンを破壊し墜落させる

のいずれかであるが、1か2では無く3の方法を用いると、その後のステージ構成などが変化する。
ボスとして登場するものは機体ナンバー03で、その他に5面では背景にナンバー06とナンバー07の姿が確認できる。
ドラッヘ（SPKB03 DRACHE、「竜」の意）
治安警察が帝都の外壁警備の為に配備した重武装の無人歩行戦車。他にも都市脱走者の処刑などに用いられている「帝都の番犬（ケルベロス）」。かつての前大戦の古戦場に無数に放置されていたドラコーン型超重歩行戦車を改装して造られたことからこの名が付いた。ただ、外敵認識回路が未成熟で暴走することが多く、実際の稼動数は少ない。
- 固定兵装
  - 10300tp レーザーカノン ×1門
  - 80mm レールカノン ×1門
  - 60mm マシンカノン ×10門
  - 372mm スプレッドカノン ×1門
  - 地雷散布機 ×1機
  - ヒートスタンプ ×1機

- 追加武装
  - ガンポッド ×3

名前どおり、竜を模した外見や攻撃方法を持つ機体。竜の首の様に長いアームが特徴的で、アーム先端部より火炎地雷の「フレイムマイン」を射出して炎を吹き上げる様などは特に火を吐く竜を想起させる。フロントアーマー上部の装甲板には治安警察所属を示す巨大なパトランプが備え付けられているが、これは設定画には存在しない。
ゲーム中では進むルートによって機体ナンバー09（機体色が緑色）と08（機体色が青灰色）の2体が存在し、登場時のモーションも異なる。

### 2面
ガルネーレ（SKP04 GARNELE、「小エビ」の意）
装甲滑空列車マンムートを護衛する為、整備車両プッペに搭載されている砂漠戦用の重ホバー戦車。攻撃用の本体部と補給用のコンテナユニットの2つで構成されている。
車体後部に連結されているコンテナユニットは予備の燃料や弾薬等が搭載されており、単独出撃と長期に渡る作戦行動が可能となっている。
車体前部に主武装の88mmマシンカノンを装備、これを覆うように可動式電磁シールドを装備しておりマシンカノンの破壊は困難になっている。
- 固定兵装
  - 88mm マシンカノン ×1門
  - ミサイルランチャー ×1基
  - 近接防御用迫撃砲 ×1門

装甲輸送列車に格納された状態から大きく跳ねる様に飛び上がって出撃、ホバー走行によって目標へ高速で接近して戦闘を仕掛けてくる、運動性と敏捷性に優れる重戦車。蝦のように跳ね回るほどの跳躍力を持ち、地面から高く跳ね上がって航空機に体当たりするという荒技を見せる。外見は、エビよりもサソリに近い（ゲーム中に、独語で「サソリ」を意味するスコルピオン（SKORPION）の名を冠す車両は他に存在する）。
コアを破壊すると炎上し火達磨になって四散し、マシンカノンを破壊するとバランスを崩し高速スピンを起こしながら爆発する。
シュピンネ（PGZ/L03 SPINNE、「蜘蛛」の意）
セレーネ地球奪回軍による度重なる列車襲撃に業を煮やしたゾードム軍鉄道警備隊は、根本的な解決策として列車のみを武装化するだけでは飽き足らずに、列車を牽引する機関車そのものにも高い戦闘能力を付加する事を発案。その開発成果が、戦闘機関車シュピンネである。
- 固定兵装
  - 4500tp 輪状レーザー砲 ×1門
  - 60mm マシンカノン ×4門

- 追加武装
  - 120mm ガトリングカノン ×1門
  - ミサイルランチャー ×1基
  - 火炎放射器 ×1基
  - ガンポッド ×4
  - 無人早期警戒機「ミュッケ」 ×20機
  - 無人戦闘偵察機「リベレ」 ×4機

武装を付加するにあたって、機関部の周囲に増設した巨大なアームに武装を搭載し、射角とペイロードの問題を同時に解決している。
数十にも及ぶ車輌を牽引するだけの大出力と、4本のウエポンアームに組み込まれた重火器の破壊力、加えて多数の航空機を発進させる設備も備えており、怪物のような巨大兵器となった。

### 3面
ゲッコー（SPKB08 GECKO、「ヤモリ」の意）
四脚型の地上戦車で、支援機との組み合わせ攻撃を含め七種類のレーザー攻撃を操る。また、GECKO（ヤモリ）という通称通り名前どおり天井や壁面への無停止移動を可能としている。
元々は帝都の防衛網の一環として開発されていたが、重武装の大型無人機という機体コンセプトは人口が密集する市街地には不向きだったため、地方警備に回されていたところ、テスト中の新兵器・多目的レーザー砲の搭載条件に合致する機体として知られ、主砲を多目的レーザー砲に換装されたうえで参戦したという経緯を持つ。
- 固定兵装
  - 6400tp 多目的レーザー砲 ×2門
  - 対空機雷射出器 ×2機

グスタフ（PR01 GUSTAV、瑞語・独語における一般的な人名。瑞語では「神の助け」の意）
元々は鉱山で使用されていた車輌を、ゾードム軍が接収し軍用に改造した機体。堅牢な基本構造を活かし、工作作業車、戦車回収車、指揮車などとして活躍している。かつての掘削装備がそのまま武装として転用されており、コストパフォーマンスが高い。
- 固定兵装
  - 4800tp レーザーディスカス ×2枚
  - 浮遊誘導爆弾射出口 ×3基
  - 磁力吸着式対戦車爆雷 ×2機
  - 電磁散弾砲 ×2門

下半身が三角面の無限軌道で構成され、ゲーム中でもっとも「戦車」らしい敵。
掘削用のレーザー円盤「レーザーディスカス」、発破用のマグネティックアンチタンクマインと、本体のコンビネーションは狭いエレベーター内では強烈。電磁弾を全方向に撒き散らす「マグニート・エレクトリック・ショット」は、他の武装が全て破壊されたときにのみ使用される。
余談だが、自機を追尾する浮遊誘導爆弾をうまく誘導してグスタフに当てて自滅させると、大ダメージを与えることが出来る。

### 4面
ザラマンダー（EU46 SALAMANDER、「山椒魚」の意。また精霊としての「火トカゲ（サラマンダー）」も）
ゾードム海兵隊がテスト中であった強襲揚陸型潜水艦。2本のアームがついていることが最大の特徴で、いかなる岸壁も「よじ登って」搭載した地上兵力を揚陸させることが出来る。揚陸後は搭載された武装で歩兵を支援するという、歩兵戦闘車の潜水艦版のような運用が企図されていた。
- 固定兵装
  - 多目的ランチャー ×6基
  - 5200tp レーザーブレード ×1機
  - 8400tp レーザーカノン ×1門

水中ではランチャーから機雷、対空迫撃砲、超高温ガス等を発射し自機の撃墜を試みてくる。
その後、腕のような兵装「ロケットアンカー」で天井のレールにつかまり、機体下部レーザーカノンを自機に向けて発射したり、尾部のレーザーブレードで斬り付けてきたり、対空ミサイルを撃ったり、およそ潜水艦とは思えないような攻撃をしてくる。アームを振り回したり殴りつけてくるなど、アームの性能はかなり高いようだ。
沈没前に水面で腕を振り回すが、悪あがきとして敵機を叩き落そうとしているのか、万歳をしているのか、はたまた沈没させまいと溺れるようにもがいているのか、この行為の意図は不明。撤退時にはその高性能ぶりを見せつけるかのように、腕を使いレールを伝って逃げていく。
シュトゥルムフォーゲル（SPKB04 STURMVÖGEL、「ミズナギドリ」の意。STURMは「嵐」や「強襲」、VOGELは「鳥」。
浮遊戦車と歩行戦車の欠点を相互に補完するべく開発された合体型の戦車。
重武装だが機動力に劣る歩行戦車バインと、軽武装だが機動力に優れる浮遊戦車フリューゲルの2機で構成され、高機動を以て空中を自在に舞う「翼」と重武装を以て地上を完全に制圧する「脚」が合体する。合体した状態で戦場に向かい、到着後は分離し、バインは火力任せに地上を制圧し、フリューゲルは身軽になって高空から支援攻撃を行うという形式を採る。この基本戦術は降下作戦に最適で早くから各空挺部隊からの発注が殺到したが、コストの高い電磁兵器を多数搭載したことが仇となり生産効率が悪化、ロールアウト数は奮わず少数生産となった。
なお、戦闘直前に地下原子炉を破壊しているとシュトゥムフォーゲルが爆発に巻き込まれて機体が焼け焦げ、耐久力が低下する。
- 固定兵装
  - 多目的ランチャー ×2基
  - テスラシールド発生機 ×1機
  - 80mm 速射マシンカノン ×4門
  - 空中爆雷ランチャー ×1基
  - 多弾頭爆弾ランチャー ×1基
  - 対装甲ロケットランチャー ×2基
  - テスラジャベリン発生機 ×1機

バイン（BEIN、「脚」の意）
合体戦車シュトゥルムフォーゲルの下部と攻撃を司る機体。二脚の戦車で、機体のあらゆる場所に武装が詰め込まれている。
シュトゥルムフォーゲルが地下工場からの竪穴を高速で上昇し、地上に出たところで切り離され、降下したバイン単体と戦闘になる。
堅牢な装甲と圧倒的な弾幕を持つ。ある程度ダメージを与えるとフリューゲルが飛来し合体する。
フリューゲル（FLUEGEL、「翼」の意）
シュトゥルムフォーゲルの上部と機動を司る機体。
バインと合体した状態で戦うことになり、バインの火力はそのままにフリューゲルの攻撃も加わり戦いは熾烈。フリューゲルを破壊するとフリューゲルがバインごと墜落し双方ともに大爆発を起こすが、バインのみを攻撃し続け破壊するとフリューゲルが炎上したバインを分離し放棄。その後はフリューゲルのみと戦闘を行う。
フリューゲル単体になると、輝く球体を三つ生成する「テスラシールド」を飛ばしてくる。このシールドに衝撃を与えると不規則に変形し、回避が困難となる。

### 5面
ゲシュテル（SPKB06 Ausf A GESTELL、「台架」、「フレーム」等の意。）
人型歩行戦車の開発・製造を行っているシュプケ社が、高水圧にも耐えられる深海作業用パワーフレームのノウハウを転用して開発した汎用人型戦車。格闘兵装を主とした要撃型で、手を地面につけて四足で立っているため、外見は人というより猿に近い。攻撃も他のボスとは違い、通常兵装以外にジャンプしつつ爪状のヒートリバーでの叩きつけ、裏拳、手や脚でのコンテナの投擲、更にはサマーソルトキックというアクロバティックな手段も持つ。撤退時はゲシュテルはその場を動かず、こちらが上昇して逃げる形となるが、最後にサマーソルトキックで追撃を仕掛けてくる。攻撃が空ぶるとゲシュテルは飛行能力を持たないため、追跡できずに取り残される。
機動力と格闘戦能力は他の戦車の追随を許さないものの、生身の人間はその機動に耐えられず、パイロットは身体をサイボーグ化しなくてはならない欠点がある。性能テスト結果が良好だったため陸軍に採用され、偵察、工作、夜戦など幅広い用途で活躍する。
- 固定兵装
  - 30mm レールガン ×18門
  - プラズマカノン ×4門
  - ヒートリバー ×4本
  - ミサイルランチャー ×1基
  - 60mm マシンカノン ×1門
  - 対戦車地雷「キャサリンホイール」射出口 ×2基

デューラー（SPKB07 Ausf D DÜRER、ルネサンス期のドイツ人画家「アルブレヒト・デューラー」（Albrecht Dürer）に由来）
ゲシュテルで成功したシュプケ社が陸軍の依頼で次に開発した局地戦用人型歩行戦車。こちらは猿ではなく完全な二足で立つ人型をしている。歩くことはなく、ホバーで移動する。
機動性向上、装甲強化、火力増強の結果、ゲシュテル以上の戦闘能力を有することとなり、「無敵戦車」の二つ名がついたが、複雑な機体構造が稼働率や維持コストに悪い影響を与え、1つの戦線に多数が投入されることは無かったという。
胸部に搭載されている高出力拡散レーザー「11000t.p S.L.C」を含め全身に10種以上の兵装を搭載、加えて脚部を守る対戦車兵器防御用装甲（シュルツェン）や160トン以上の自重を浮かす程の大出力エンジンを備えた人型超重戦車。
13のマーキングがあるが、13号機なのか、所属隊の番号なのか、はたまた不吉な数字で威嚇効果を狙ったものかは不明。
公式イラストでは、機体に波状の凹凸が塗装されるツィンメリット・コーティングが施されている。
時間切れになると、右肩に搭載された閃光弾を投下しこちらを目を眩ませている隙にカタパルトから飛び降りるという、凝った退却の仕方をする。なお、この右肩のみ絶対に破壊できない。
- 固定兵装
  - 対戦車跳躍地雷射出口 ×2基
  - TOEミサイルランチャー ×2基
  - 11000tp S.L.C（拡散レーザーカノン） ×1門
  - ロケットランチャー ×1基
  - 30mmレールガン ×1門
  - 拡散プラズマカノン ×1門

- 追加武装
  - 320mm H.バズーカ ×1丁
  - 103mm ガトリングカノン ×1丁
  - ミサイルランチャー ×1基
  - フレアランチャー ×1基

### 6面
ガイアー（SR01 GEIER、「禿鷹（鷲）」の意。）
これまで地球を戦場としており常に受け身の戦いであった帝国軍が、地球奪回軍の本拠地セレーネ＝月そのものの直接攻撃を目標とした一大反撃作戦『ゾンネンシュトラール（SonnenStrahl＝太陽光線。すなわち日光）』の柱として建造した戦略型宇宙艦。ガイアーは地球の静止衛星軌道上に留まりつつ、搭載した攻撃衛星や戦略ミサイル等によって月面都市を攻撃する計画であった。
- 固定兵装
  - 105mm マシンカノン ×多数
  - 巡航ミサイル ×32発
  - 6800mm レールカノン ×2門
  - 戦略型ミサイル ×2発
  - 攻撃衛星「シュヴァルツガイスト」 ×1機

- 追加武装
  - 戦闘攻撃機「フリーゲ」 ×48機

全長約830m、重量に至っては25万トンに迫る質量を持ち、さながら機動要塞の様相を見せる宇宙艦。
「戦略型宇宙艦」という呼称の通り、単独で戦艦としての攻撃能力と戦闘装甲攻撃機や攻撃衛星を搭載、発艦させる能力も併せ持った戦艦兼空母の様な機体。
非常に強固な装甲を持ち、アインハンダー単身の火力では撃墜は到底不可能であるため、後部の大気圏離脱用ブースターを破壊し、大気圏離脱を阻止し墜落させるという指令が下る。
シュヴァルツガイスト（SS01 SCHWARZGEIST、「黒き亡霊」の意）
ゾンネンシュトラール作戦の一環として建造された攻撃衛星。「衛星」の名称に反し月までの単独航行能力を持ち、多数の新型兵器による高火力と防御性能を併せ持った、宇宙用の重攻撃兵器である。
宇宙戦艦から射出され、宇宙に脱出するプレイヤーの前に立ちはだかる。
画面を覆うレーザーを発射する拡散レーザー砲、多くの弾を散布するASAT、大量の誘導ミサイルなど、広範囲をカバーする攻撃が多い。
新開発の防御兵装である「A.L.S」は、小さなレーザー発振部から円錐状に光の盾が形成され弾を防ぐ兵器。弾を受け止めると発射元に自動反撃するシステムを備え、防御性能と攻撃性能を兼ね備える。また、A.L.Sが敵機の周りを囲んでレーザー砲を反射させ、予測の難しいコンビネーション攻撃を行う機能もある。
戦闘開始から一定時間が経過するとシュヴァルツガイストは、セレーネ側のものと思われる無数のレーザー攻撃に貫かれて炎上し、地球に墜落する。
- 固定兵装
  - 13000tp 拡散レーザーカノン ×3門
  - ミサイルランチャー ×3基
  - 対衛星砲 ×3基
  - 5200tp A.L.S（アクティブレーザーシールド） ×6機
  - 自律式無人攻撃兵器「イレイサー」 ×3機
  - 月面探査機「モニター」 ×1機

企画段階の案では、ガイアーは大型無人機動兵器であり司令船シュヴァルツガイストからの遠隔操作により変形して大型レーザー砲や大口径レールカノンで攻撃する予定だったが、それらは最終的にボツになったと本作のデザイナーがTwitterで明かしている。
モニター（MS01 MONITOR、「警告者」、「指導者」の意。）
シュヴァルツガイストに搭載されている月面探査機。探査機と称してはいるものの、実際はセレーネ本国占領の為に開発された重火器と重装甲を備えた強力な兵器であり、月面歩行戦車と呼んだほうが実像に近い。
通常の進行ではまず目にする事が無い、ドラッヘ8号機やパルツィファルと並ぶ「隠しボス」。
シュヴァルツガイストの天面ハッチを破壊してから撃墜すると、BGMが切り替わりハッチからモニターが出現し戦闘となる。
クラゲのような外見で、生物的かつ幻想的な動きが特徴。
隠しボスだけあってただ倒すだけでシークレットボーナスを入手できるが、一定時間が経過すると、シュヴァルツガイスト同様にセレーネ友軍の攻撃によって撃墜され(なお、何度か回避に成功しているが、結局撃墜される)、その場合はシークレットボーナスは得られない。

### 7面
ヒュペリオン UCS マーク12（HYPERION UCS MK.XII、希語で「高みを行く者」の意。後述。）
2244年に進宙した、月セレーネ軍の無人指揮衛星。戦略コンピューターと多数の武装が搭載され、対衛星無人兵器であると同時に単独で作戦を立案・採決・実行できるセレーネ軍の司令官である。通常は静止衛星軌道上から各中継衛星を通してエンディミオン、アストライアーやエーオースなどに司令を発し、地球殲滅作戦の直接総指揮を執っていた。
神の名を冠された、セレーネ軍の核心であり本作の最終ボス。多数の無人機と機動防衛システムを従え、両肩に付けられた巨大な可動式熱遮断防盾（ムーバブルヒートシールド）によって鉄壁の防衛体制を構築している。
攻撃能力も、有線式アンカーユニット、多目的ASAT、極め付きには画面全域を覆うほど大口径のレーザーを発射するレーザーカノンなど、自衛には過剰ではないかと思われる程の高火力を持つ。
ヒュペリオン戦開始から5分が経過するとヒュペリオンは動きを止めてレーザーカノンの充填を開始し、回避不能の極太レーザーを放つ。最終戦でタイムアウトさせない措置だが、レーザー充填中のヒュペリオンは無防備なので、演出を見る目的でなければ回避不能攻撃を受ける機会は無い。
- 固定兵装
  - Sadeg社製 マーク14レーザーカノン ×1門
  - Dafoe社製 対衛星プラズマ砲 ×6門
  - W.G.H（有線誘導捕獲器） ×1機

- 追加武装
  - asano社製 機動防衛システム「インターセプター・マーク2」

## 開発
本作は、『ファイナルファンタジー』等のロールプレイングゲームで知られるスクウェアが初めて手掛けた、3Dシューティングゲームである。
スクウェア大阪が開発を譚としており、コナミ（現：コナミデジタルエンタテインメント）からの移籍スタッフ（同社の本社東京移転に反発して離れたメンバー）が中心になって制作された。また本作発表の数か月前にスクウェアから『ザウバー』というPlayStation用STGが発表され、ゲーム雑誌にスクリーンショットも掲載されていたが、こちらは本作と入れ替わるように発売中止となっている。
ゲームニュースサイトIGNは『ファイナルファンタジーVII』でのノウハウが本作に生かされたのではないかとみている。
本作は1997年9月に開かれた東京ゲームショウに出展されており、同年10月16日に日本で発売される予定だったが、実際は11月20日にまで発売が延期された。
本作の発売から間もない1997年12月23日に発売された『チョコボの不思議なダンジョン』に付属するメモリーカード「不思議なデータディスク」には、本作をはじめとする様々な作品のデータが収録された。
アメリカのゲーム販売会社ワーキングデザインは本作の北米版をSpaz というシューティングゲーム専門ブランドで発売しようとしたが、ソニーコンピュータエンタテインメントが北米でのスクウェア作品の販売権を獲得していたため、断念した。また、本作はヨーロッパでは発売されなかった。
北米版はアームの切り替え速度やパワーアップの種類が変更されたほか、日本語版にあったフリーモードが削除された。ギャラリーのインターフェースや掲載されている画像も日本語版とは異なる。

## 音楽
本作の音楽は福井健一郎が手掛けており、各楽曲のジャンルは、プログレッシブ・ハウスといった電子音楽、ヒップホップ、ピアノ楽曲、さらにはオペラと多岐にわたる。
本作の音楽の特徴として場面の変化と曲想の変化のタイミングの同期を前提とした楽曲構成があり、これは強制スクロールで場面が進んでゆく2Dシューティングゲームの性質を活かした結果である。また、中ボスの登場など一部の任意のタイミングの場面では、それに合わせて曲の切り換えが行われる。
一般に2Dシューティングゲームの楽曲は1ステージにおいて2回以上ループするものが多いが、本作品の場合はステージ楽曲はループしないものが多い。また、一般には1ステージ1曲のところを、場面に合わせ1ステージ2〜3曲の構成にしている。3つの場面（3分、2分、3分）で計8分のステージであれば、2分の曲を4回ループさせるのではなく、3分、2分、3分の3曲を製作し、それぞれの楽曲内でも場面変化と同期した音楽の盛り上げを行っている。これは楽曲製作においては多大な時間的資源を必要とするが、そのぶん効果も大きい方法である。
本作で使用された楽曲を収録したオリジナルサウンドトラックは1997年12月21日に旧デジキューブより発売されたのち、廃盤になった。その後、2007年7月18日にスクウェア・エニックスから再び発売された。
なお、サウンドトラックの最後に収録された『序幕（BEGINNING）』（東京ゲームショウ’97・スペシャル・リミックス）は、2008年5月1日にスクウェア・エニックスのウェブ会員向けに発売されたコンピレーションアルバム『Square Enix Music Compilation 2』にも収録されている。

### 曲目
1. ムービー（オープニング） 〜強襲（ASSAULT）
2. 機体・兵装選択 〜発進（TAKE OFF）
3. Stage1 1 高射砲塔 〜帝都（CAPITAL）
4. Stage1 1 繁華街 〜街路（STREET）
5. Stage1 2 旧市街 〜廃墟（RUINS）
6. Stage1 3 アウトバーン 〜追跡（CHASE）
7. Stage2 1 装甲列車 〜鼓動（MACHINE BEAT）
8. Stage2 2 砂漠 〜荒地（BADLANDS）
9. Stage3 1 核サイロ跡 〜静寂（SILENCE）
10. Stage3 2 無人機 〜警報（WARNING）
11. Stage4 1 地底湖 〜突破（BREAKTHROUGH）
12. Stage4 2 地下工場 〜工場（FACTORY）
13. Stage5 1 空軍基地 〜払暁（DAWN）
14. Stage5 2 対ゲシュテル 〜狂乱（MADNESS）
15. Stage5 3 カタパルト施設 〜相克（CONFLICT）
16. Stage6 1 成層圏 〜焦燥（IMPATIENCE）
17. Stage6 2 対シュバルツガイスト 〜熱圏（THERMOSPHERE）
18. Stage6 3 対モニター 〜残像（AFTERIMAGE）
19. ムービー(エーオース来襲) 〜降臨（ADVENT）
20. Stage7 1 宇宙 〜叛逆（REBELLION）
21. Stage7 2 対ヒュペリオン 〜無重量（ZERO GRAVITY）
22. 対大型敵 タイプ1 〜戦慄（SHUDDER）
23. 対大型敵 タイプ2 〜血戦（BLOODY BATTLE）
24. コンティニューカウント 〜混濁（MUDDLE）
25. エンディング タイプ1 〜月光（MOONLIGHT）
26. 総合評価〜審判（JUDGMENT）
27. スタッフロール 〜地球光（EARTHLIGHT）
28. 輪廻（METEMPSYCHOSIS）
29. 序幕（BEGINNING）（東京ゲームショウ’97・スペシャル・リミックス）